# 李天佑 (1954年)
李天佑（1954年—2005年10月20日），男，國立臺灣師範大學資訊系教授，因兩兒子患有遺傳性肌萎症而在臺灣致力電腦輔助特殊教育及殘障孩童升學管道，以跳樓自殺結束一生。

## 生平
李天佑為1954年次，與妻子王美鶯同齡。他的兩位兒子在四、五歲時陸續罹患最嚴重的遺傳性肌萎症。當時醫師表示杜興氏肌肉營養不良症無藥可治，小孩大約可以活到十幾歲，要就李天佑讓孩子有生之年活得快樂一點。
李天佑想既然自己學的資訊教育，認為電腦會是殘障孩子改變生命、掃除溝通障礙的重要關鍵，遂向國科會申請赴美國進修博士學位，主攻電腦輔助特殊教育。舉家赴美時，兩孩子已是小學五年級及三年級，到了美國，李家發現美國醫院派有專業護士到宅服務，晚上十一時到凌晨七時，專業護士負責翻身、按摩、量溫度及心跳，使父母毋須操心。兩小孩不像在臺灣被隔離在啟智班，在美國時就和一般的小朋友享受一樣資源，像因自卑在學校不開口說話的長子李致仁，在美國重拾自信、積極學習，還參加特殊奧運獲獎。
李天佑著兩個行動不便的兒子留美五年後，終於取得約翰·霍普金斯大學特殊教育學博士學位。李天佑表示自己孩子的特殊遭遇，讓他想要幫助有類似遭遇的家庭。他為了讓孩子逐漸萎縮的手能靈活操作電腦，特別研發了一套滑鼠，兄弟倆還能一起玩電動，更因考慮其他孩子需求而開發出多種輔具，並將技術公布。
1998年，李天佑以台灣師範大學資訊教育系教授身分，與淡江大學盲生資源教室教授葉豐輝應行政院資訊通信基本建設NII專案小組邀請，參與臺灣無障礙電腦環境的計畫。罕病基金會董事陳莉茵回憶，由於李天佑的幫助，肌萎症病友電腦營都賴師大資教系免費出借場地、設備，更派師生當志工，讓病友得以悠遊網路世界。
李天佑發現台灣殘障升學管道也不足，兒子在2000年沒考上高職特殊教育班，分發到林口啟智學校。李天佑和兒子將殘障兒升學的困境透過立委舉辦公聽會，政府於當年7月中旬宣布十二年國教將由身心障礙學生先實施。在他積極奔走，促成樹林高中開設特教科。他孩子從樹林高中畢業後，就留在該校服務，負責處理公文。
2002年5月16日，由台北市政府社會局、中華慈光愛心會、國寶人壽共同召開的記者會，宣告李天佑、王美鶯夫婦等人得到第五屆大愛獎。
2003年12月31日，長子李致仁在台大醫院過世。2004年8月22日，總統教育獎典禮上，李天佑宣讀長子遺願，除了捐出去年兒子所得獎金十五萬元給圓夢護持基金外，也要將使用過的輪椅轉贈他人。
2005年10月20日中午，王美鶯從板橋市新海路台北狀元社區十一樓住家出門辦處理她母親後事時，留在家裡的次子李致維在臥室發病。下午1點45分左右，李天佑從兒子房間窗口跳樓自殺，送至縣立板橋醫院途中即告不治。李致維則是被新海派出所警員張詠琦等送往亞東醫院，不久後即病亡。 

## 身后
擔任罕見疾病基金會志工的黃嘉俊得知李天佑自殺後，激起了他將罕病家屬故事拍成紀錄片《一首搖滾上月球》的念頭。